# Verführt – Schuldig oder nicht schuldig?
Verführt – Schuldig oder nicht schuldig? (Originaltitel: Gross Misconduct) ist ein australisches Filmdrama aus dem Jahr 1993. Regie führte George Trumbull Miller, das Drehbuch schrieben Gerard Maguire und Lance Peters.

## Handlung
Die Studentin Jennifer Carter wird von ihrem Vater sexuell belästigt. Sie verliebt sich in den Professor Justin Thorne, den sie verführt. Carter und Thorne haben einige Zeit eine Beziehung. Als Thorne die Beziehung abbricht, rächt sich Carter, indem sie ihn der Vergewaltigung bezichtigt.
Thorne wird vor einem Gericht angeklagt. Während der Verhandlung kommt Carters Missbrauch durch ihren Vater ans Tageslicht.

## Kritiken
Die Zeitschrift Cinema schrieb, das „differenzierte Justizdrama“ sei „sehr dialoglastig, aber komplex und fesselnd“.

## Auszeichnungen
Der Film wurde im Jahr 1993 für die Kostüme für den Australian Film Institute Award nominiert.

## Hintergründe
Die Handlung beruht auf einem authentischen Fall aus dem Jahr 1950. Der Film wurde in Melbourne gedreht. Seine Weltpremiere fand am 29. Juli 1993 in Australien statt.